# Andrea Montermini

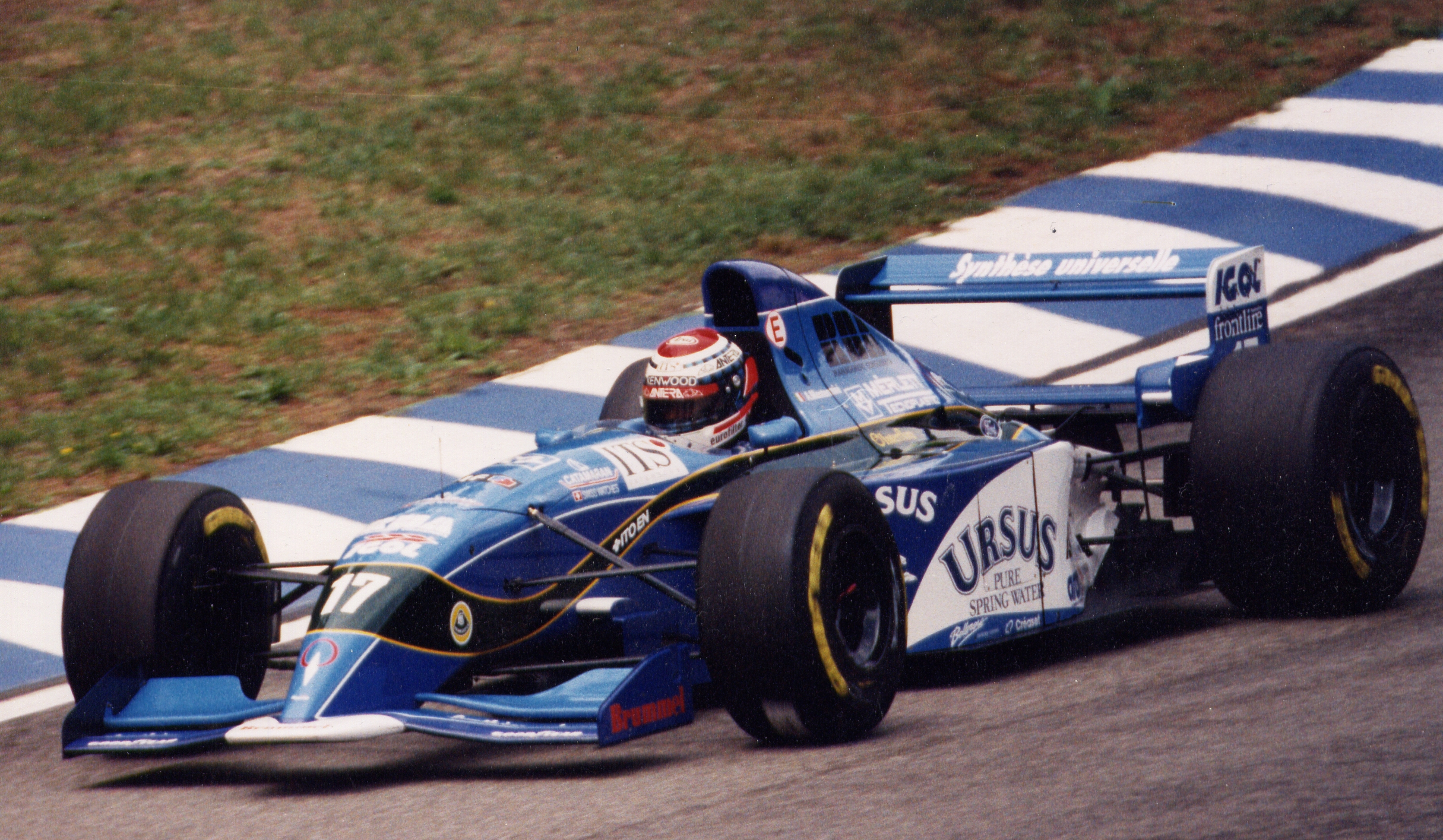
Andrea Montermini i Tysklands Grand Prix 1995.

Andrea Montermini, född 30 maj 1964 i Sassuolo, är en italiensk racerförare.

## Racingkarriär
Montermini kom tvåa i det internationella formel 3000-mästerskapet 1992 och försökte sig sedan på CART i USA, där han blev artonde 1993, innan han debuterade i Formel 1 i Simtek 1994. Han ersatte Roland Ratzenberger, som omkommit under kvalificeringen till San Marinos Grand Prix 1994. Montermini kraschade dock våldsamt under träningen inför sitt första Formel 1-lopp, Spaniens Grand Prix 1994, varför han inte kvalificerade sig till själva loppet. Montermini återkom till racingen året efter och körde en säsong för Pacific Grand Prix och en för Forti Corse men utan framgångar, varefter han lämnade Formel 1.

## F1-karriär
| Säsong | Stall/Tillverkare | Poäng | Placering |
| ------ | ----------------- | ----- | --------- |
| 1994   | Simtek-Ford       | 0     | –         |
| 1995   | Pacific-Ford      | 0     | –         |
| 1996   | Forti-Ford        | 0     | –         |